# 石上部皇子
石上部 皇子（いそのかみべのおうじ・いそのかみべのみこ、生没年不詳）は、飛鳥時代の皇族。『古事記』での表記は伊美賀古王。

## 系譜
欽明天皇の皇子。母は蘇我稲目の娘堅塩媛。